# Gessen
Gessen war eine Gemeinde, ab 1950 ein Ortsteil von Kauern im Landkreis Greiz in Thüringen.
Gessen lag südöstlich von Gera, etwa sechs Kilometer von Ronneburg entfernt im Gessental, durch welches der Gessenbach verläuft.

## Geschichte
Der Ort wurde 1358 als Guzen erstmals erwähnt. Ende 1885 lebten 107 Bewohner in 18 Wohnhäusern in dem Ort, die Flur umfasste rund 187 Hektar. 1948 lebten 164 Einwohner in 18 Häusern. Am 1. Juli 1950 wurden der Ort und auch Lichtenberg nach Kauern eingemeindet.
Trotz des sich ab 1952 in westlicher Richtung ausbreitenden Uran-Tagebaus Lichtenberg der SDAG Wismut war ein Abriss des Dorfes Gessen nicht vorgesehen. 1966 kam es zu einem großen Haldenrutsch in Richtung des Dorfes. Trotz Bemühungen, den Hang zu sichern und den Ort zu retten, beschlossen die Einwohner mehrheitlich, den Ort gegen Zahlung von Entschädigungen zu verlassen.